# فتاة الذئب والأمير الأسود
فتاة الذئب والأمير الأسود (Wolf Girl and Black Prince; オオカミ少女と黒王子 ; Ōkami Shōjo to Kuro Ōji) هي سلسلة مانغا يابانية من نوع الشوجو للمؤلف أيوكو هاتا. تم نشرها ما بين يونيو 2011 ومايو 2016 في مجلة بيساتسو مارغريت لدار النشر اليابانية شوئيشا في ما مجموعه 16 مجلدا. وقد تم نشر النسخة الفرنسية منذ مارس 2014 من قبل دار النشر الفرنسية كوروكاوا.
أدى نجاح المانغا إلى تحويلها إلى أنمي من إنتاج استوديو تيو انيميشن، حيث تم بثها في اليابان على تلفزيون طوكيو متروبوليتن بين أكتوبر وديسمبر 2014. أما في البلدان الناطقة بالفرنسية، فتم بثها بالتوازي عبر البث المتزامن من قبل شبكة أنمي الرقمية وقناة جي وان الفرنسية.
سنة 2016 تم تحويل المانغا إلى دراما يابانية بنفس العنوان فتاة الذئب والأمير الأسود.

## القصة
الأنمي يتحدث عن فتاة تدعى شينوهارا إيريكا في أول يوم لها من المدرسة الثانوية تخشى عدم قدرتها على تكوين صداقة لذلك تتظاهر بأنها تملك عشيقاً لغرض الحصول على صديقات لذلك تلتقط صورة لشاب تقابله في الطريق وتتظاهر بأنه عشيقها ولسوء حظها أكتشفت أن هذا الفتى في نفس مدرستها، هذا الفتى هو ساتا كيويا، الذي وافق على طلبها كي يمثل أمام صديقاتها أنه خليلها لكن شرط أن تصبح كلبته فتوافق على طلبه.
بعد مرور الأيام، بدأت اريكا تشعر بأنها تحب ساتا كون، لكنها لم تستطع أن تبوح له بالأمر لأن ردة فعله دائماً ما تكون سلبية أو كما تلقبه (صاحب الفم الكريه).
استطاعت اريكا شينوهارا لاحقاً البوح لساتا كون بحبها لكنه أخبرها بأنها أخطأت في تحديد شعورها الحقيقي وأن ما تشعر به ليس حباً، وهكذا مرّوا بتجارب مضحكة ومثيرة، لكن في الآخر يقع ساتا في حب ايريكا بعد ذلك يبدآن مواعدة حقيقية...

## الشخصيات
- شينوهارا إيريكا : بالرغم من أنها لا تملك أي صديق إلا أنها كانت تدعي امتلاكه، مما دفع صديقاتها إلى الشك في صحة ادعاءاتها، ولأجل محو حميع الشكوك التقطت صورة لساتا كون بينما كان يتحدث مع صديقه ليبيا تاكيرو، لكن بعدما علمت انه يدرس في نفس ثانويتها كادت كذبتها تفضح، فعرض عليها ساتا كيويا ان يمثل بانه عشيقها مقابل أن تصبح كلبا له.
- ساتا كيويا : فتى وسيم جدا كانوا يلقبونه بالأمير، أصبح صديق إيريكا، عنيد ومتعجرف نوعا ما لكنه لطيف جدا.
- تاشيبانا مارين : أحد صديقات إيريكا.
- تيدوكا آكي : أحد صديقات إيريكا.
- هيبيا تاكيرو : صديق قديم لكيويا ساتا.
- نوزومي كاميا : صديق ساتا كون وإيريكا، كانت هوايته التقرب من الفتيات لكونه وسيم جدا، لكن بعد ما التقي بساتا كيويا غير رأيه.

## روابط خارجية
- فتاة الذئب والأمير الأسود على موقع ANN manga (الإنجليزية)